# PolyGram Filmed Entertainment

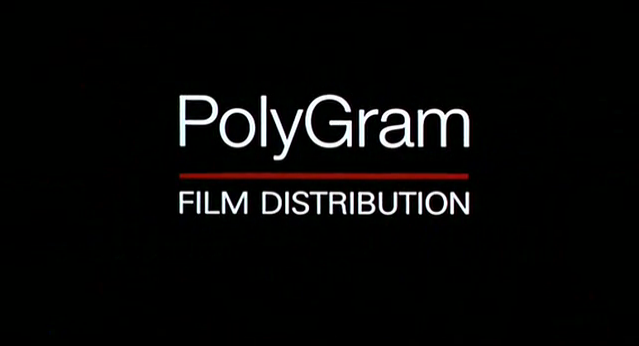
Logo de PlyGram utilisé entre 1992 et 1999.

PolyGram Filmed Entertainment (également appelée PolyGram Films et PolyGram Pictures), était une société de production et de distribution de film appartenant à Philips et fondée en 1979 afin de proposer une alternative européenne aux studios de Hollywood, mais qui a été finalement vendue et intégrée à Universal Pictures en 1999.
Cette compagnie, qui avait son siège à Londres, avait également créé des labels semi-autonomes, tels que Working Title Films, Propaganda Films et Interscope Communications pour produire des films, ainsi que le label Gramercy Pictures pour en distribuer, repris en 2015 par Focus Features.

## Liste des principaux films produits
- 1981 : Le Loup-garou de Londres
- 1983 : Flashdance
- 1985 : Cluedo
- 1989 : Batman
- 1989 : L'Excellente Aventure de Bill et Ted (Interscope Communications)
- 1990 : Sailor et Lula (Propaganda Films)
- 1992 : Batman : Le Défi
- 1992 : Candyman (Propaganda Films)
- 1993 : Romeo Is Bleeding (Working Title Films)
- 1993 : Kalifornia (Propaganda Films)
- 1994 : Quatre mariages et un enterrement (Working Title Films)
- 1995 : Jumanji (Interscope Communications)
- 1995 : La Dernière Marche (Working Title Films)
- 1995 : Batman Forever
- 1995 : Professeur Holland (Interscope Communications)
- 1995 : Week-end en famille
- 1996 : Fargo (Working Title Films)
- 1996 : Trainspotting
- 1996 : Sleepers (Propaganda Films)
- 1997 : The Game (Propaganda Films)
- 1997 : Relic
- 1998 : The Big Lebowski (Working Title Films)
- 1998 : Au-delà de nos rêves (Interscope Communications)
- 1998 : Arnaques, Crimes et Botanique
- 1998 : Very Bad Things (Interscope Communications)
- 1998 : Elizabeth (Working Title Films)
- 1999 : Coup de foudre à Notting Hill (Working Title Films)
- 1999 : Arlington Road
- 1999 : Dans la peau de John Malkovich (Propaganda Films)

## Liste des principaux films distribués sous le label Gramercy Pictures
- 1993 : Kalifornia
- 1993 : Romeo Is Bleeding
- 1994 : Quatre mariages et un enterrement
- 1994 : Priscilla, folle du désert
- 1994 : Petits meurtres entre amis
- 1995 : Usual Suspects
- 1995 : La Dernière Marche
- 1996 : Fargo
- 1996 : Bound
- 1996 : Portrait de femme
- 1998 : The Big Lebowski
- 1998 : Arnaques, Crimes et Botanique
- 1998 : Elizabeth
- 1999 : Guns 1748
- 1999 : Dans la peau de John Malkovich
- 2000 : Pitch Black